# То је био само пикник
То је био само пикник је аутобиографска књига Рели Афандари Пардо о искуству ауторке током Другог светског рата и судбини и страдању београдских и југословенских Јевреја.
Рели Пардо и њена многобројна породице се по окупацији Југославији налазе пред дилемом да ли да напусте земљу и родни град. Одлучују се да остану.
Ауторка књиге, називана „српском Аном Франк”, је једина преживела од чланова ужег дела породице Пардо, који су пострадали у логору на Старом сајмишту.
Током трајања рата, она је скривана под лажним именом од стране своје тетке и тече Јовановић, на селу, у Аранђеловцу и на крају у шпајзу Београду у Дечанској улици.
Дело је сведочанство о догађајима из периода Холокауста у окупираној Србији.
Књига је објављена на хебрејском језику под насловом „Рели, београдска девојчица која је живела под лажним именом” у издању меморијалног центра Јад Вашем.
Поред хебрејског, објављена је на српском, енглеском и немачком језику.
Пардо наводи да је књигу почела да пише 1956. и да је убрзо одустала од писања, да би наставила да пише и завршила књигу четрдесет година касније.
Једна Јеврејка која је преживела Аушвиц је Пардино искуство из Другог светског рата прокоментарисала са „То је био само пикник”, што је узето за наслов књиге.

## Критика
Др Милош Констатиновић је навео да „Треба истаћи и књижевни квалитет овог дела, као и чињеницу да је веома важно то што се појавило у Србији, јер упућује на шири контекст – књижевни, али и друштвени и историјски.”
Петар В. Арбутина наводи да је књига „То је био само пикник” једна од најважнијих објављених књига током 2014. као и да је реч „о књизи која на обичан начин говори о узвишеним стварим”.
Универзитетска професорка Владислава Гордић Петковић је књигу назвала „потресном, аутентичном и супериорно написаном”.